# Palmerston North
Palmerston North (en maori: Te Papa-i-oea) és la ciutat principal de la regió de Manawatu-Wanganui de l'illa del Nord de Nova Zelanda. És una ciutat amb una població de 82.400 (estimació del juny de 2011) i és la setena ciutat més gran de Nova Zelanda i la vuitena àrea urbana més gran. Es localitza a les planes de Manawatu al nord del riu Manawatu. La ciutat cobreix una superfície de 325,94 quilòmetres quadrats i un milió de persones viuen a un radi de 200 quilòmetres de Palmerston North. S'ubica a uns 130 quilòmetres de la capital neozelandesa, Wellington.
A Palmerston North es localitza la Universitat de Massey, una de les vuit universitats neozelandeses. Una significant proporció de la població de la ciutat és estudiant a aquesta universitat.

## Etimologia
La ciutat originalment s'anomenava «Palmerston», en honor de Lord Palmerston, un antic Primer Ministre de Gran Bretanya. El sufix «North» (nord) va ser afegit el 1871 per l'oficina de correus per distingir-la del municipi de Palmerston a l'illa del Sud. Tot i així, els locals encara ocasionalment es refereixen a la ciutat simplement com a Palmerston o «Palmy». El gentilici en anglès pels habitants de Palmerston North és «Palmerstonian».
El nom maori és Papa-i-oea (o Papaioea). Papa-i-oea es tradueix com a «que bonic que és».

## Demografia
Segons el cens de 2006 Palmerston North té una població de 75.543 habitants, això representa un increment de 3.507 o del 4,9% des del cens de 2001. Hi havia 27.849 llars ocupades, 1.662 llars no ocupades i 189 llars en construcció.
De la població, 36.345 (48,1%) eren homes i 39.192 (51,9%) eren dones. La ciutat tenia una edat mediana de 32,4 anys, 2,5 anys per davall de la mediana nacional de 35,9 anys. Les persones majors de 64 anys componien l'11,6% de la població, comparat amb el 12,3% nacional; les persones menors de 16 anys componien el 20,3% de la població, comparat amb el 21,5% nacional. Com que Palmerston North és una ciutat econòmicament i demogràficament basada en l'educació terciària, aproximadament el 36% de la població té entre 15 i 24,9 anys.
Les etnicitats de la ciutat eren: 71,4% europeus; 15,4% maoris; 7,4% asiàtics; 3,7% illencs pacífics; 1,1% de l'Orient Pròxim, Llatinoamèrica o Àfrica; 12,5% 'neozelandesos' i 0,05% altres.
La ciutat tenia un 5,3% de persones majors de 14 anys a l'atur, comparat amb un 5,1% nacionalment. El sou mitjà de totes les persones majors de 14 anys era de 23.100$, comparat amb 24.400$ nacionalment. D'aquestes, un 44,9% cobraven menys de 20.000$, comparat amb un 43,2% nacionalment; mentre que un 15,4% cobraven més de 50.000$, comparat amb un 18,0% nacionalment.
Una gran proporció de la població consisteix d'estudiants de la Universitat de Massey, la Universal College of Learning i l'International Pacific College. Més de la meitat de la població urbana té menys de 33 anys.

## Crim
Palmerston North és el centre principal del districte central de la policia de Nova Zelanda. El crim a la ciutat va baixar un 10% el 2008. El crim violent va ser augmentat per un 5% aquell mateix any, però aquesta és una estadística relativament bona comparada amb l'increment d'un 11% nacionalment. La satisfacció ciutadana sobre la seguretat a llocs públics a la nit no va pujar o baixar en comparació amb el 2007.

## Clima
| Paràmetres climàtics mitjans de Palmerston North | Paràmetres climàtics mitjans de Palmerston North | Paràmetres climàtics mitjans de Palmerston North | Paràmetres climàtics mitjans de Palmerston North | Paràmetres climàtics mitjans de Palmerston North | Paràmetres climàtics mitjans de Palmerston North | Paràmetres climàtics mitjans de Palmerston North | Paràmetres climàtics mitjans de Palmerston North | Paràmetres climàtics mitjans de Palmerston North | Paràmetres climàtics mitjans de Palmerston North | Paràmetres climàtics mitjans de Palmerston North | Paràmetres climàtics mitjans de Palmerston North | Paràmetres climàtics mitjans de Palmerston North | Paràmetres climàtics mitjans de Palmerston North |
| Mes                                              | Gen.                                             | Feb.                                             | Mar.                                             | Abr.                                             | Mai.                                             | Jun.                                             | Jul.                                             | Ago.                                             | Set.                                             | Oct.                                             | Nov.                                             | Des.                                             | Anual                                            |
| ------------------------------------------------ | ------------------------------------------------ | ------------------------------------------------ | ------------------------------------------------ | ------------------------------------------------ | ------------------------------------------------ | ------------------------------------------------ | ------------------------------------------------ | ------------------------------------------------ | ------------------------------------------------ | ------------------------------------------------ | ------------------------------------------------ | ------------------------------------------------ | ------------------------------------------------ |
| Temperatura diària màxima °C (°F)                | 22,4 (72,3)                                      | 22,9 (73,2)                                      | 21,1 (70)                                        | 18,4 (65,1)                                      | 15,3 (59,5)                                      | 13,1 (55,6)                                      | 12,5 (54,5)                                      | 13,3 (55,9)                                      | 14,9 (58,8)                                      | 16,7 (62,1)                                      | 18,5 (65,3)                                      | 20,7 (69,3)                                      | 17,5 (63,5)                                      |
| Temperatura diària mínima °C (°F)                | 13,4 (56,1)                                      | 13,5 (56,3)                                      | 12,1 (53,8)                                      | 9,8 (49,6)                                       | 7,4 (45,3)                                       | 5,4 (41,7)                                       | 4,7 (40,5)                                       | 5,4 (41,7)                                       | 7,2 (45)                                         | 8,7 (47,7)                                       | 10,2 (50,4)                                      | 12 (53,6)                                        | 9,1 (48,4)                                       |
| Precipitació total mm (polzades)                 | 65 (2,6)                                         | 62 (2,4)                                         | 74 (2,9)                                         | 76 (3)                                           | 94 (3,7)                                         | 87 (3,4)                                         | 94 (3,7)                                         | 82 (3,2)                                         | 83 (3,3)                                         | 90 (3,5)                                         | 78 (3,1)                                         | 83 (3,3)                                         | 966 (38)                                         |
| Font: NIWA Climate Data                          |                                                  |                                                  |                                                  |                                                  |                                                  |                                                  |                                                  |                                                  |                                                  |                                                  |                                                  |                                                  |                                                  |

## Política
Nacionalment, Palmerston North s'ubica en les circumscripcions electorals generals de Palmerston North i Rangitīkei i a la circumscripció electoral maori de Te Tai Hauāuru de la Cambra de Representants de Nova Zelanda.
Palmerston North es considera una circumscripció liberal. Des de les eleccions de 1978 ha guanyat sempre el Partit Laborista, i el Partit Nacional no ha guanyat des de les eleccions de 1975; des de les eleccions de 2008 ha guanyat sempre Iain Lees-Galloway. En les eleccions de 2011 Lees-Galloway guanyà amb el 51,32% del vot de la circumscripció. En segon lloc quedà Leonie Hapeta del Partit Nacional amb el 41,12% del vot.
Rangitīkei, per altra banda, es considera una circumscripció conservadora. Des de les eleccions de 1984 ha guanyat sempre el Partit Nacional, i el Partit Laborista no ha guanyat des de les eleccions de 1935; des de les eleccions de 2011 el diputat per la circumscripció és Ian McKelvie. En les eleccions de 2011 McKelvie guanyà amb el 58,87% del vot de la circumscripció. En segon lloc quedà Josie Pagani del Partit Laborista amb el 28,66% del vot.
Te Tai Hauāuru es considera una circumscripció liberal i que majoritàriament vota pel Partit Maori. Des de les eleccions parcials de Te Tai Hauāuru de 2004 ha guanyat sempre el Partit Maori, i el Partit Laborista no ha guanyat des de les eleccions de 2002; des de les eleccions de 2002 ha guanyat sempre Tariana Turia. En les eleccions de 2011 Turia guanyà amb el 48,30% del vot de la circumscripció. En segon lloc quedà Soraya Waiata Peke-Mason del Partit Laborista amb el 29,85% del vot.

## Ciutats agermanades
Palmerston North està agermanada amb dues ciutats:
- Missoula (Estats Units)
- Guiyang (Xina)